# Stebliv
Stebliv (in ucraino Стеблів?) è un insediamento rurale ucraino (3280 abitanti) nel distretto di Zvenyhorodka, nell'oblast' di Čerkasy. Ospita l'amministrazione della comunità territoriale di Stebliv, una delle comunità territoriali dell'Ucraina.
Fino al 18 luglio 2020 Stebliv apparteneva al distretto di Korsun'-Ševčenkivs'kyj. Il distretto è stato abolito nel luglio 2020 come parte della riforma amministrativa dell'Ucraina, che ha ridotto a quattro il numero dei distretti dell'oblast' di Čerkasy. L'area del distretto di Korsun'-Ševčenkivs'kyj è stata suddivisa tra il distretto di Čerkasy e il distretto di Zvenyhorodka e Stebliv è stato incluso nel distretto di Zvenyhorodka.                 
Fino al 26 gennaio 2024 Stebliv era classificata come insediamento di tipo urbano. Da tale data è entrata in vigore una nuova legge che ha abolito questo status e Stebliv è stata riclassificata come insediamento rurale.